# Leiopelma archeyi
Espèce
Statut de conservation UICN

 CR A2ae : 
En danger critique
Leiopelma archeyi est une espèce d'amphibiens de la famille des Leiopelmatidae. Elle fait partie de la liste des 100 espèces les plus menacées au monde établie par l'UICN en 2012.

## Répartition

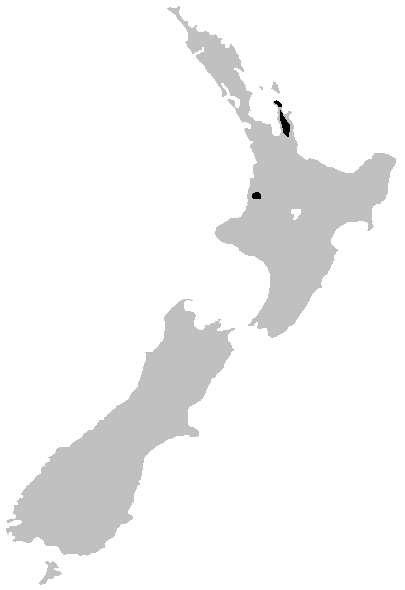
Répartition de Leiopelma archeyi en Nouvelle-Zélande.

Cette espèce est endémique de Nouvelle-Zélande. Elle se rencontre sur l'île du Nord entre 400 et 1 000 m d'altitude dans la péninsule de Coromandel et dans les monts Whareorino,.

## Étymologie
Cette espèce est nommée en l'honneur de Gilbert Archey.

## Publication originale
- Turbott, 1942 : The distribution of the genus Leiopelma in New Zealand with a description of a new species. Transactions and Proceedings of the Royal Society of New Zealand, vol. 71, p. 247-253 (texte intégral).